# Медаль «В память 200-летия морского сражения при Гангуте»
Медаль «В па́мять 200-ле́тия морско́го сраже́ния при Га́нгуте» — государственная награда, одна из последних медалей, учреждённых в Российской империи.

## Основные сведения
Учреждена 12 июня 1914 года в ознаменование приближающегося 200-летнего юбилея морского сражения у мыса Гангут между русским и шведским флотами, состоявшегося 27 июля 1714 года в Балтийском море в ходе Северной войны (1700—1721) и ставшего первой в истории России морской победой русского флота. Медалью были награждены лица императорской фамилии, офицеры и нижние чины русского флота, армии и лейб-гвардии, имевшие отношение к воинским частям, участвовавшим двумя столетиями ранее в сражении при Гангуте, а также прямые потомки участников сражения. Медаль является последней юбилейной наградой Российской империи. Выпуск награды был приурочен к празднованиям юбилея на Балтийской море.

## Порядок награждения

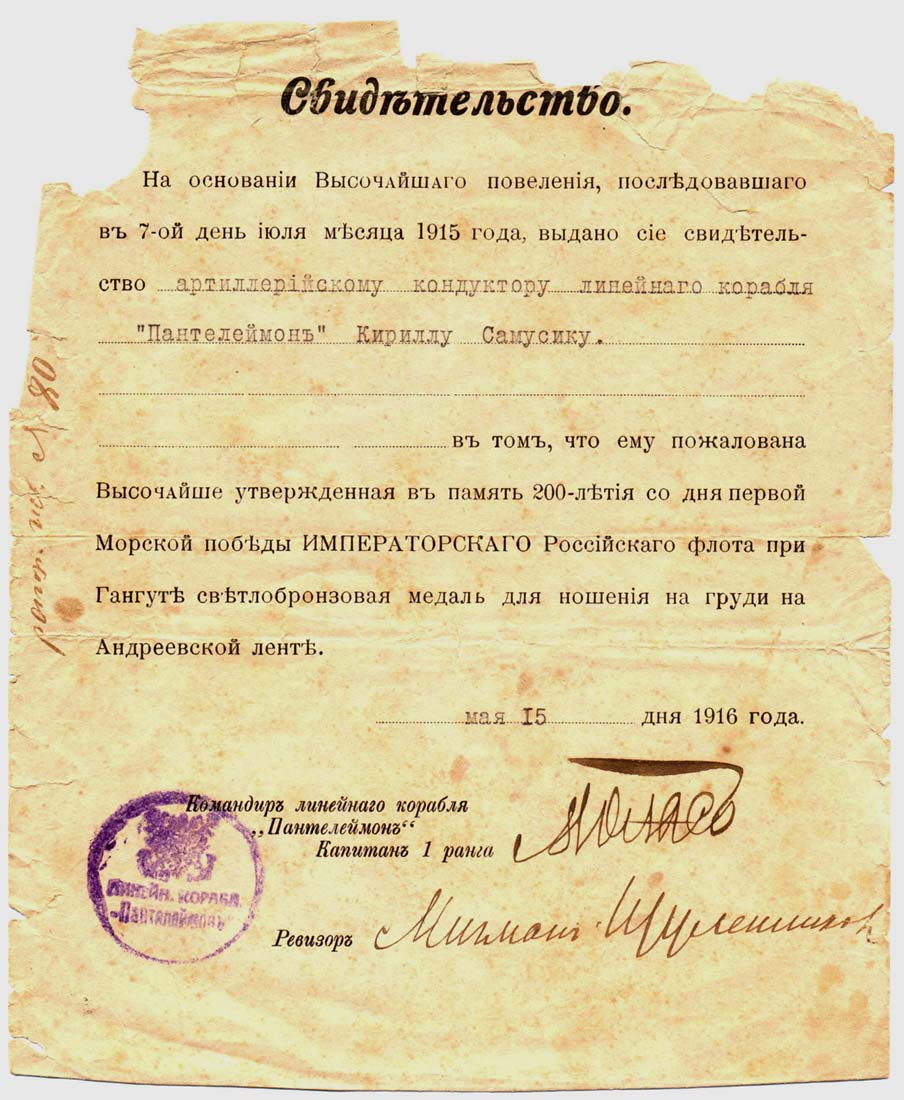
Свидетельство награждения медалью «В память 200-летия морского сражения при Гангуте»

Медаль предназначалась для награждения высших военных и государственных чинов и всех военнослужащих Морского ведомства, которые во время празднования юбилея битвы находились на кадровой службе в воинских частях, участвовавших в Гангутском сражении, либо служили на кораблях, носивших имена отличившихся при Гангуте русских судов начала XVIII века годов. Медали также удостаивались как военные, так и штатские люди мужского пола, бывшие прямыми потомками генералов, адмиралов, командиров воинских частей, принимавших участие в битве при Гангуте. Позднее также право ношения медали было дано членам императорской фамилии Романовых, членам Совета министров, которые в день юбилея состояли в должности, официальным представителям ведомств, участвовавшим в торжестве, чинам роты дворцовых гренадер и управления Финляндского генерал-губернатора, морским агентам союзных держав, а также некоторым придворным чинам. Всего на Монетном дворе было отчеканено 94 000 медалей, в связи с отменой проведения торжеств по поводу юбилея из них вручено награждённым всего около 20 000 медалей.

## Описание медали
Медаль сделана из светлой бронзы, её диаметр 28 мм. На лицевой стороне медали расположен портрет Петра I в лавровом венке с доспехами и орденской лентой, переброшенной через плечо. Над изображением императора выгравирована надпись: «Петр великий Император и Самодержец Всероссейский». На оборотной стороне медали изображение шведских и русских кораблей взятое с оригинальной медали «За победу при Гангуте» (1714). Под изображением кораблей расположена надпись: «Июля 27 дня 1714». Вокруг изображения размещены высказывание Петра I, вверху: «Прилежание и верность превосходить сильно», а внизу: «Первая морская победа при Гангуте».

## Порядок ношения
Медаль имела ушко для крепления к колодке или ленте. Носить медаль следовало на груди. Офицеры и медицинские чины, военно-морские и военные чиновники, священнослужители носили медаль с цепью поверх ленты. Лента медали — Андреевская.